# Svartpannad eufonia
Svartpannad eufonia (Chlorophonia cyanocephala) är en fågel i familjen finkar inom ordningen tättingar.

## Utseende
Svartpannad eufonia är en liten och kompakt fink med kort stjärt och knubbig näbb. Hanen är himmelsblå på hjässa och nacke, mörk på strupen och orangegul på buken. Honan är mer färglöst olivgul, men har fortfarande blått på hjässa och nacke.

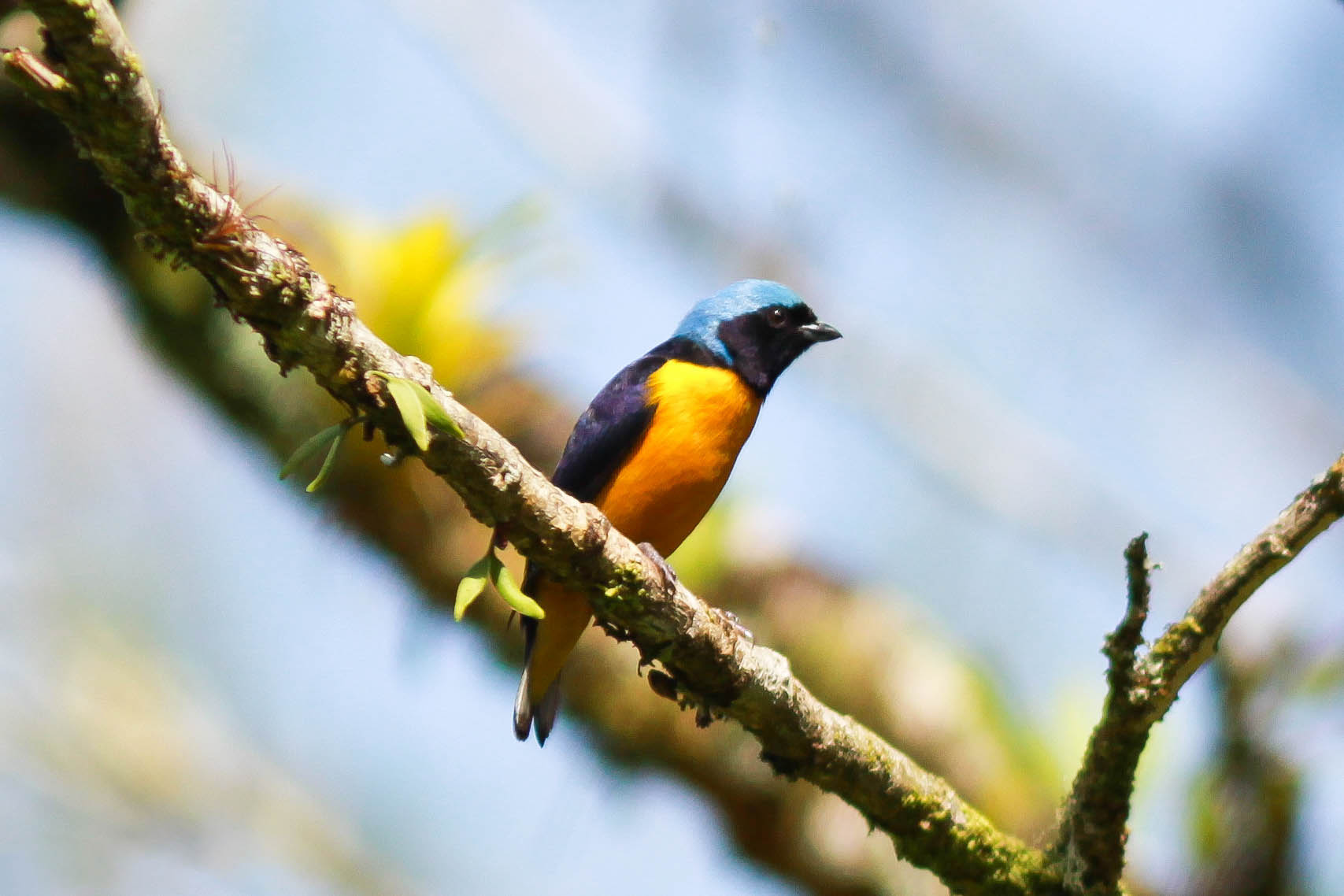
Hane.

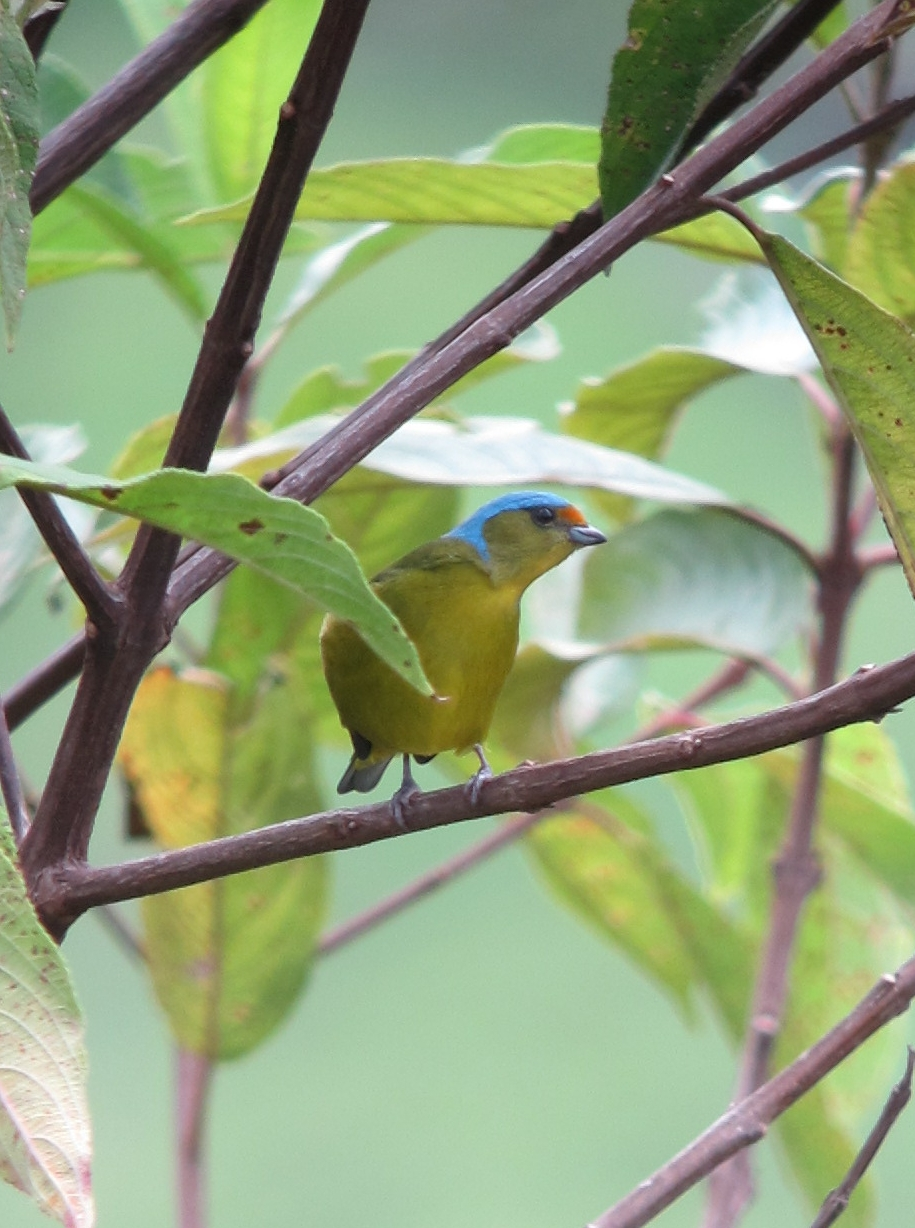
Hona.

## Utbredning och systematik
Svartpannad eufonia delas in i tre underarter med följande utbredning:
- pelzelni – förekommer i södra Colombia och västra Ecuador
- insignis – förekommer i Andernas östsluttning i södra Ecuador
- cyanocephala – förekommer i bergsområden från Venezuela österut till Trinidad och Guyanaregionen; Anderna söderut till nordvästra Argentina; nordöstra Argentina, Paraguay och sydöstra Brasilien

### Släktestillhörighet
Arten placeras traditionellt i släktet Euphonia, men genetiska studier visar att den tillsammans med antillereufonian och prakteufonian istället står närmare klorofoniorna i Chlorophonia och förs därför allt oftare dit. Denna linje följs här.

### Familjetillhörighet
Tidigare behandlades släktena Euphonia och Chlorophonia som tangaror, men DNA-studier visar att de tillhör familjen finkar, där de tillsammans är systergrupp till alla övriga finkar bortsett från släktet Fringilla.

## Levnadssätt
Svartpannad eufonia hittas i öppen skog, skogsbryn och trädgårdar. Den kan forma artblandade flockar tillsammans med exempelvis skogssångare och tangaror.

## Status
Arten har ett stort utbredningsområde och beståndet anses stabilt. Internationella naturvårdsunionen IUCN listar den därför som livskraftig (LC).